# Goslarer Museum

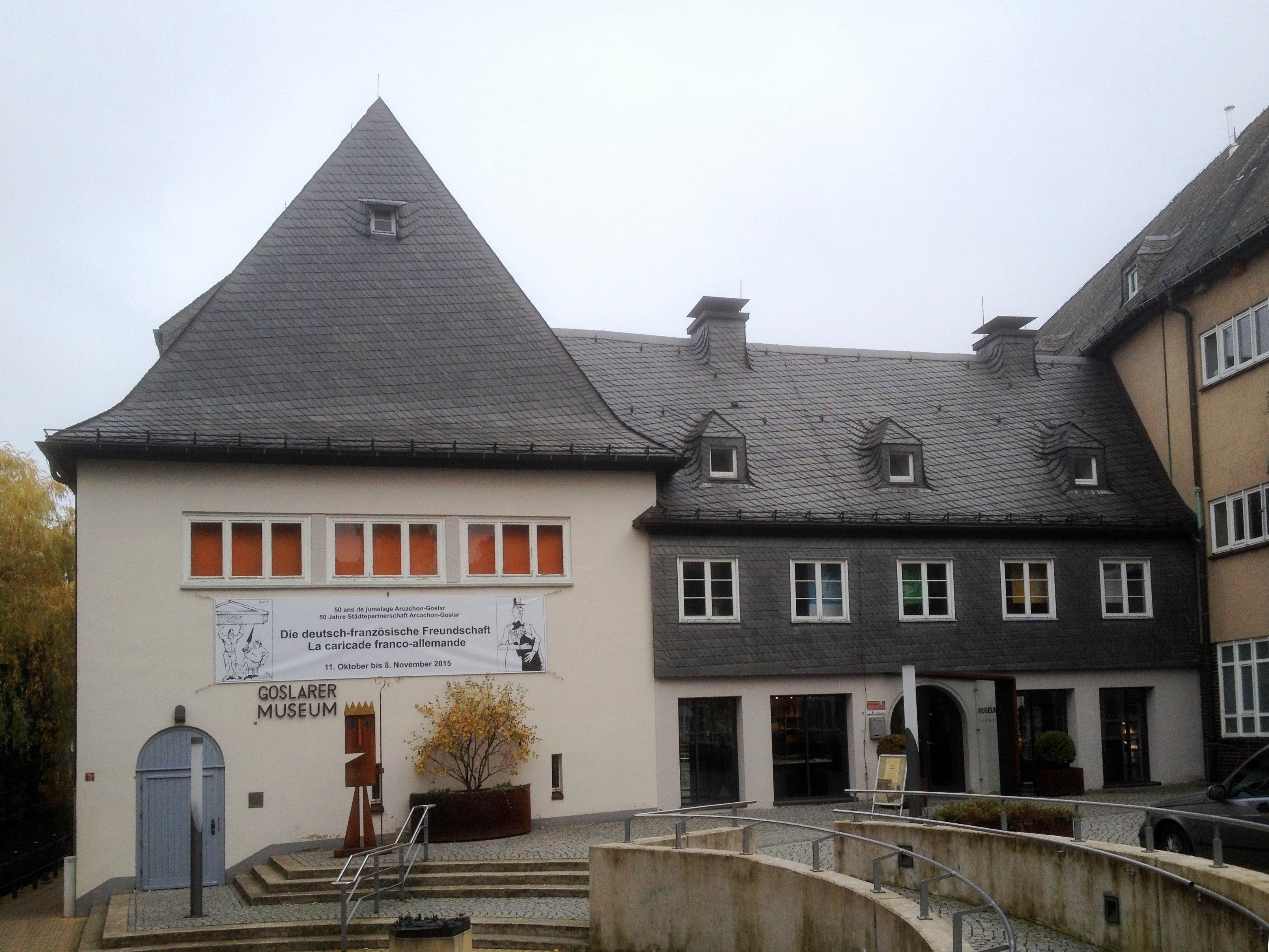
Goslarer Museum (2015)

Das Goslarer Museum ist ein stadtgeschichtliches und geologisches Museum am Museumsufer an der Abzucht in Goslar. Das Museumsgebäude ist eine 1514 erbaute Stiftskanoniker-Kurie. Die Sammlung umfasst bedeutende mittelalterliche Kunstwerke insbesondere aus der 1820 abgerissenen Stiftskirche St. Simon und Judas, außerdem Gegenstände, die das Alltags- und Geschäftsleben der Stadtbewohner dokumentieren. In der geologischen Abteilung wird mit Steinen, Mineralien und Fossilien die Erdgeschichte veranschaulicht. Dazu kommen wechselnde Sonderausstellungen.

## Geschichte
1852 wurde der Naturwissenschaftliche Verein Goslar e. V., 1905 der Museumsverein Goslar e. V. gegründet. Nach provisorischen Unterbringungen stellte der Fabrikant H. Borchers 1922 für die Sammlungen beider Vereine das Kuriengebäude an der Abzucht zur Verfügung. Im selben Jahr wurde die gemeinsame Trägerschaft der Stadt Goslar und der beiden Vereine vertraglich geregelt.

## Herausragende Ausstellungsstücke

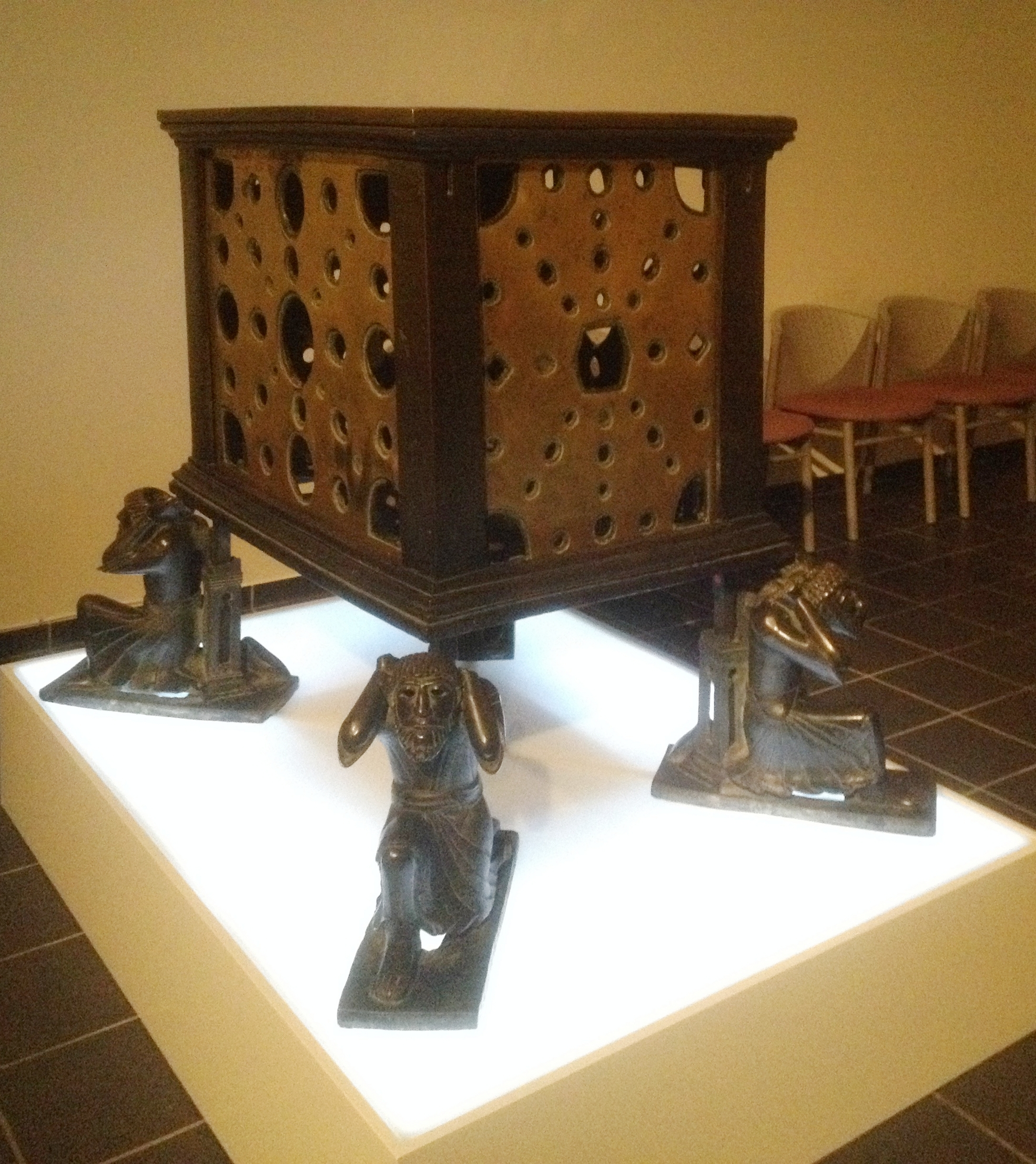
Krodoaltar
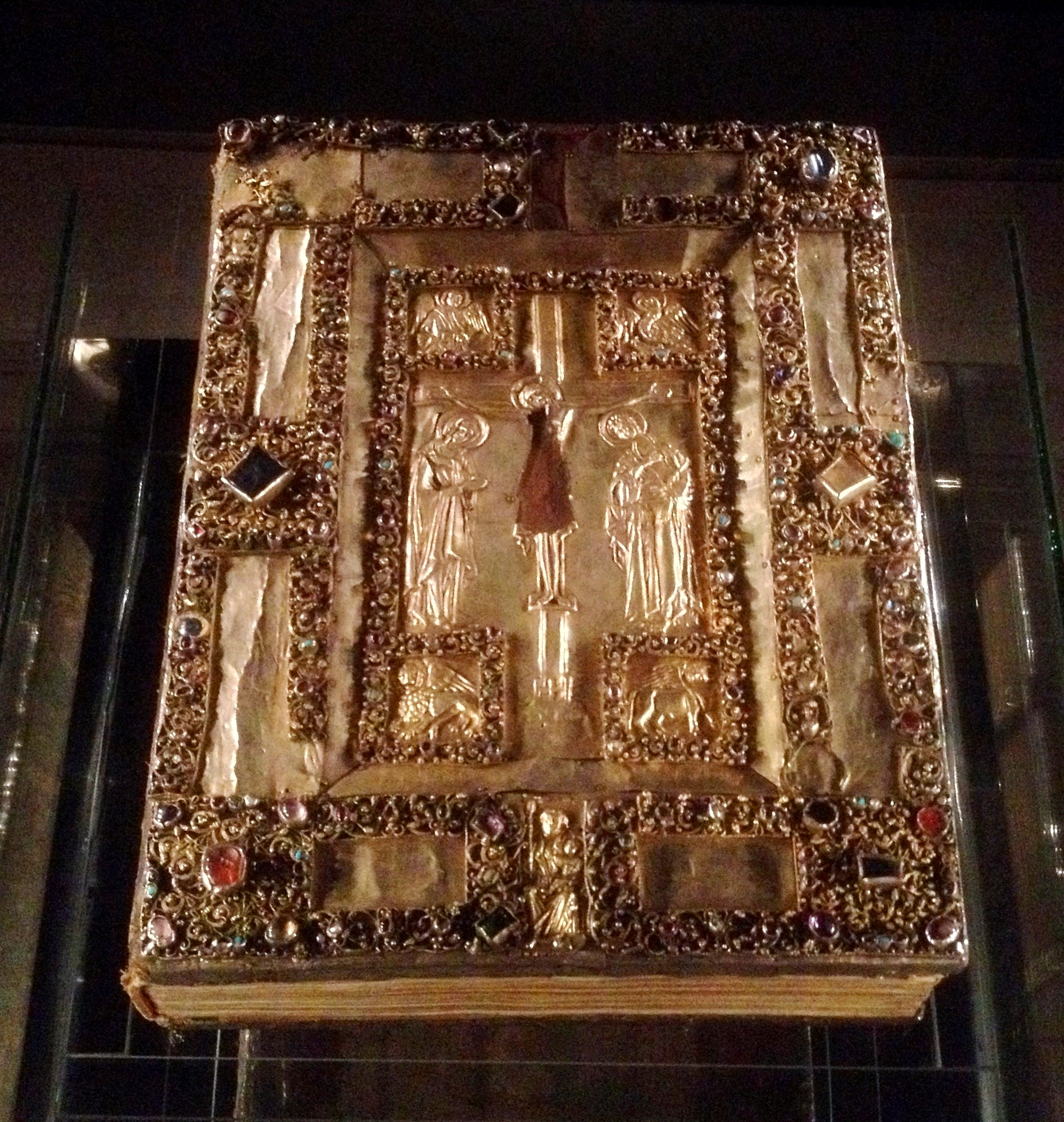
Goslarer Evangeliar
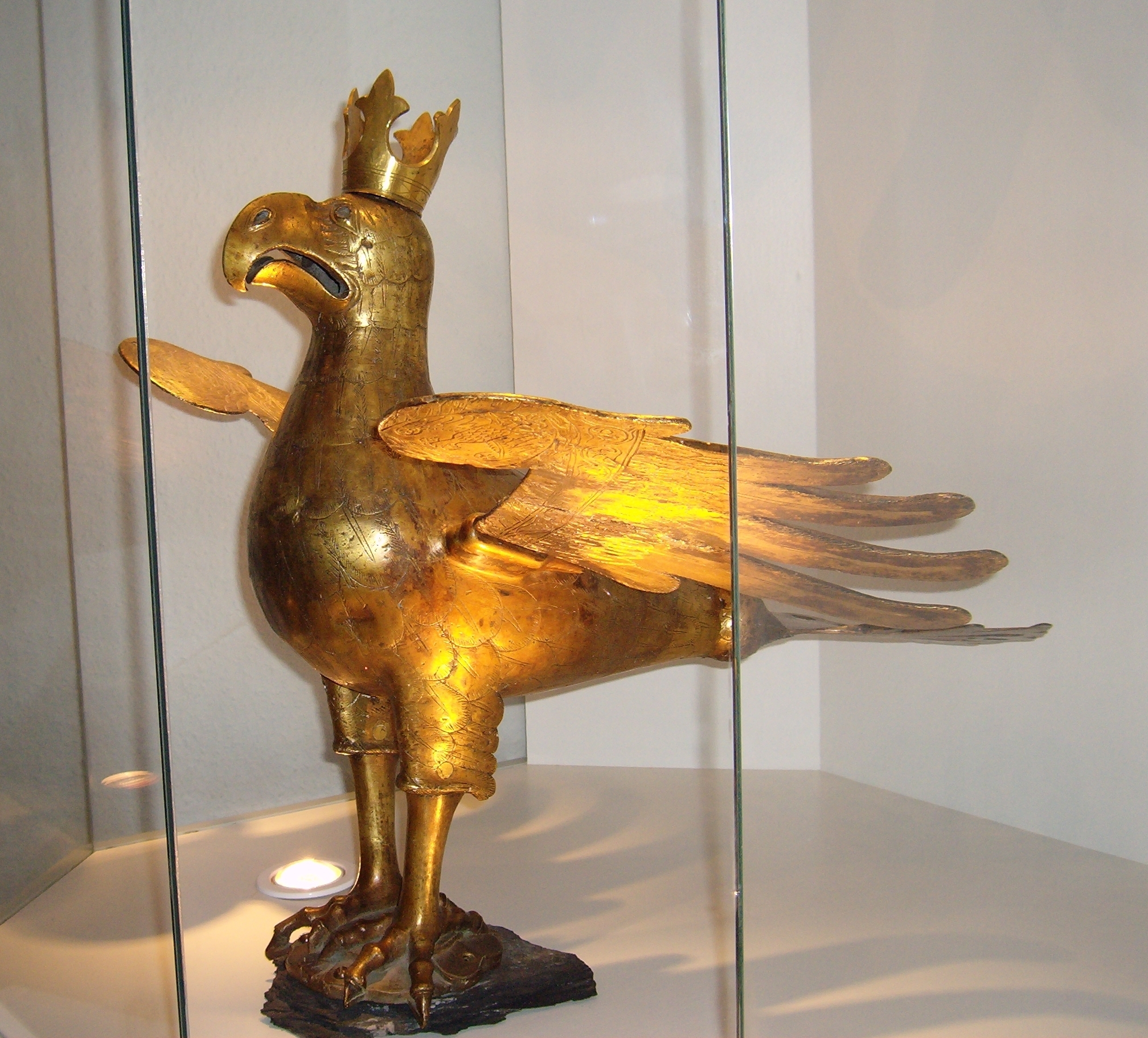
Marktbrunnen-Adler (Original)
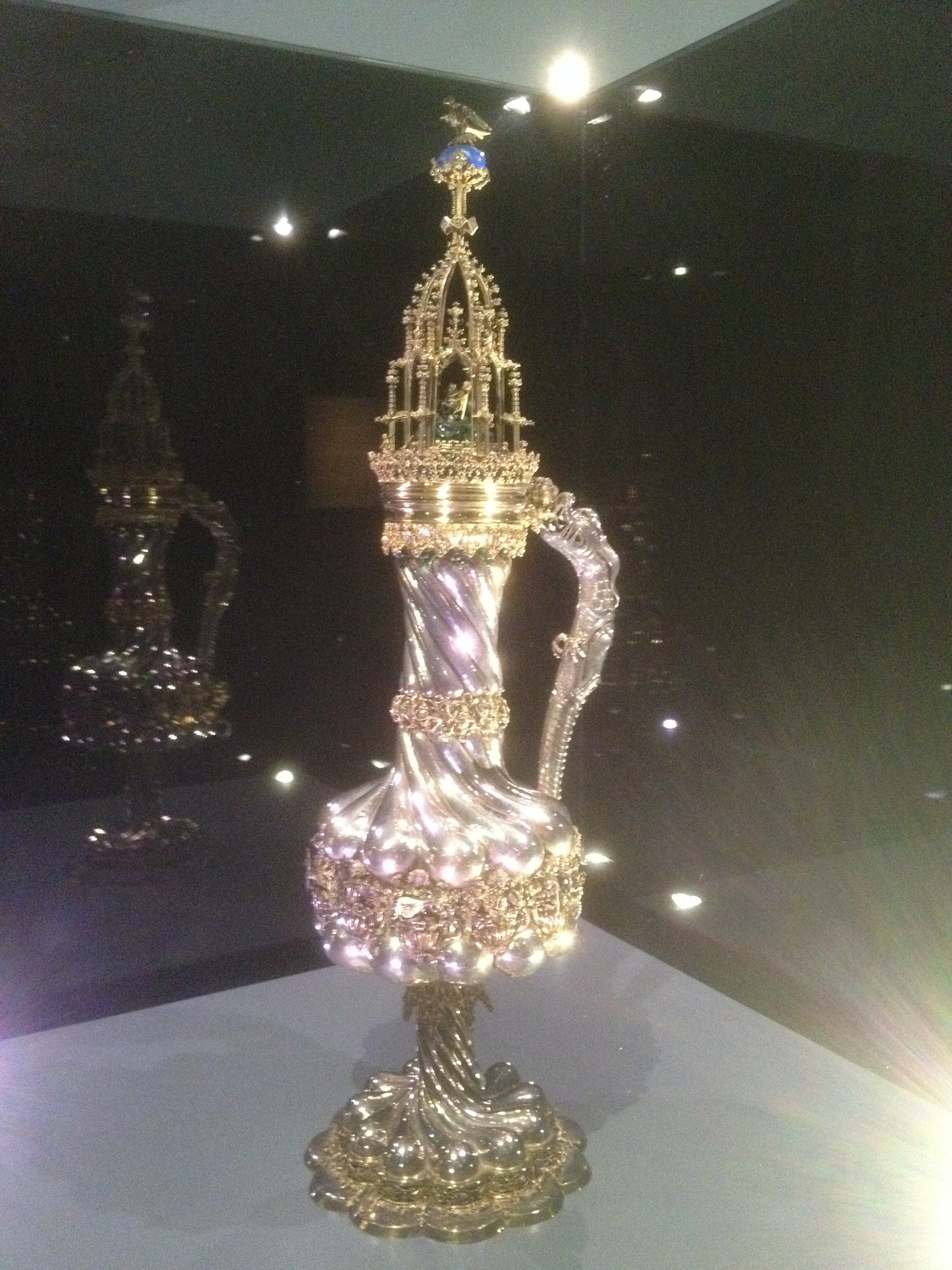
Goslarer Bergkanne